# Lindsey Stirling
Lindsey Stirling, ameriška violinistka, plesalka in skladateljica, * 21. september 1986, Orange County, Kalifornija, ZDA.
Leta 2010 je prišla v četrtfinale pete sezone America's Got Talent, na katerem je bila predstavljena kot hip hop violinistka. Istega leta je izdala album z naslovom Lindsey Stirling. Igra veliko različnih zvrsti glasbe, od klasične do popa, hip hopa in dubstepa. Poleg lastnih izvirnih del izvaja tudi dela drugih glasbenikov.

## Biografija

### Življenje in delo
Lindsey Stirling je bila rojena 21. septembra 1986 v okrožju Orange County v zvezni državi Kaliforniji v Združenih državah Amerike. Odraščala je v Gibertu v zvezni državi Arizona, kasneje pa se je preselila v Provo v zvezni državi Utah, kjer je obiskovala Brigham Young University.

## Diskografija
Lindsey Stirling (album)
- Electric Daisy Violin
- Zi-Zi's Journey
- Crystallize
- Song of the Caged Bird
- Moon Trance
- Minimal Beat
- Transcendence
- Elements
- Shadows
- Spontaneous Me
- Anti Gravity
- Stars Align